# Châteauneuf-de-Vernoux
Châteauneuf-de-Vernoux è un comune francese di 195 abitanti situato nel dipartimento dell'Ardèche, nella regione dell'Alvernia-Rodano-Alpi.

## Società

### Evoluzione demografica
Abitanti censiti